# Major Havoc
Major Havoc (o The Adventures of Major Havoc) es un juego de arcade vertical basado en un gabinete creado por Atari en 1983. Combina características de una serie de juegos contemporáneos, pero es principalmente un juego de laberinto que tiene cierta similitud con Berserk. Fue desarrollado por Owen Rubin con algunos niveles diseñados y ajustados por Mark Cerny, quien se unió al equipo de desarrollo aproximadamente un año después del desarrollo del juego.
Inicialmente, el juego se lanzó como un gabinete dedicado en 1983 y luego, un año más tarde, como un kit de conversión para antiguos juegos de arcade vectoriales como Tempest. Las versiones dedicadas del juego usaban un control de rodillos para el movimiento de izquierda a derecha, mientras que los kits de conversión usaban el hardware de su controlador nativo, como la perilla giratoria de Tempest.

## Trama
Según la historia proporcionada por el gabinete original del juego, hace mucho tiempo el malvado Imperio Vaxxian invadió la galaxia. La mayor parte de la humanidad fue esclavizada y secuestrada en el mundo natal Vaxxian. Unos pocos humanos, que eran científicos, lograron escapar. En el momento actual (de acuerdo con la línea de tiempo del juego), el Imperio ha colapsado desde entonces. Sin embargo, numerosas estaciones espaciales Vaxxian, todas controladas y defendidas a ciegas por robots, aún permanecen en la galaxia, siguiendo sin pensar sus órdenes originales.
La pequeña banda de científicos que escapó inicialmente logró clonar al gran héroe humano Major Havoc, para volar su Catastrofighter a través de un agujero de gusano en el espacio, para que pueda liderar un ejército clon contra los temidos robots Vaxxian, y para liberar los restos de la humanidad al destruir los reactores enemigos. El jugador controla Major Havoc, el líder de esta misma banda de clones.

## Jugabilidad
El jugador controla al personaje principal, Major Rex Havoc, primero en el juego de estilo "shoot-em-up", en el que el jugador operaba la nave espacial de Major Havoc, Catastrofighter, contra las numerosas naves robot que defienden los reactores enemigos. Las naves están encerrados en una especie de escudo de campo de fuerza de "buckyball" que debe dispararse primero antes de que se mate cada nave. En la siguiente fase, el jugador debe aterrizar la nave en una zona blanca de la nave nodriza enemiga, y Major Havoc abandona su nave e ingresaría a la estación espacial. La perilla de control controla el movimiento de los personajes izquierdo y derecho y un botón de "salto" permitía que el personaje saltara sobre los obstáculos. Por lo tanto, una pequeña cantidad de "gravedad" interactúa con el jugador. El objetivo es llegar al núcleo de la estación espacial sin ser agredido, y sabotear el reactor. Una vez que se establece la carga, el jugador debe que salir, regresar a la nave espacial y al MSD (distancia de seguridad mínima) antes de que la estación espacial se volviera crítica y explotara. Las flechas rojas guían a los jugadores hacia adentro y la palabra "out", también en rojo, señala la dirección hacia afuera. Los "laberintos" se vuelven gradualmente más complicados para navegar en dificultad a medida que el jugador progresa. Tras una misión exitosa, la siguiente estación espacial se vuelve más difícil y el tiempo asignado (tanto dentro como fuera) disminuye.
El juego también presenta un "sistema warp" que permitía al jugador saltar niveles y ganar puntos de bonificación. Las urdimbres fueron activadas por un clon de Breakout en la parte inferior derecha de la pantalla, donde habría números de dos o tres dígitos. El jugador tendría que mover el joystick hasta que el número coincida con el número requerido para warp. Por ejemplo, la urdimbre roja requería el número 23, por lo que el jugador movería el joystick hacia la derecha o hacia la izquierda hasta que el primer dígito coincidiera con 2, luego el jugador haría clic en el botón de disparo, la Bola de ruptura comenzaría a moverse, por lo que el jugador tiene que jugar la ruptura mientras mueve el joystick al 3 al mismo tiempo. Cuando el jugador finalmente ingrese el código warp, el jugador será transportado a un nivel superior.
Se pueden obtener vidas extra al completar el minijuego Breakout, además del tradicional método de acumulación de puntos.

## Ports
Major Havoc no fue portado a ninguna consola de juegos o sistemas de computadora domésticos de la época. Sin embargo, se lanzó como parte de colecciones de juegos antiguos de Atari, como Atari Anthology. En julio de 2010, el juego fue relanzado en el servicio Game Room de Microsoft para su consola Xbox 360 y para Games for Windows Live. En marzo de 2011, se lanzó un port para Nintendo DS e iOS como parte de Atari's Greatest Hits Vol. 2 collection.

## En la arena competitiva
Según Twin Galaxies, Ettore Ciaffi, de Nueva York, obtuvo un récord mundial de 1.940.078 puntos el 28 de junio de 1985 en el Broadway Arcade durante el Video Game Masters Tournament de 1985.

## Bromas internas
Algunos juegos identificaron el mundo natal VAX como Maynard. Esta es una broma privada que se refiere a la ciudad de Maynard, Massachusetts, sede de Digital Equipment Corporation, fabricante de la computadora mainframe VAX.